# Svitzer

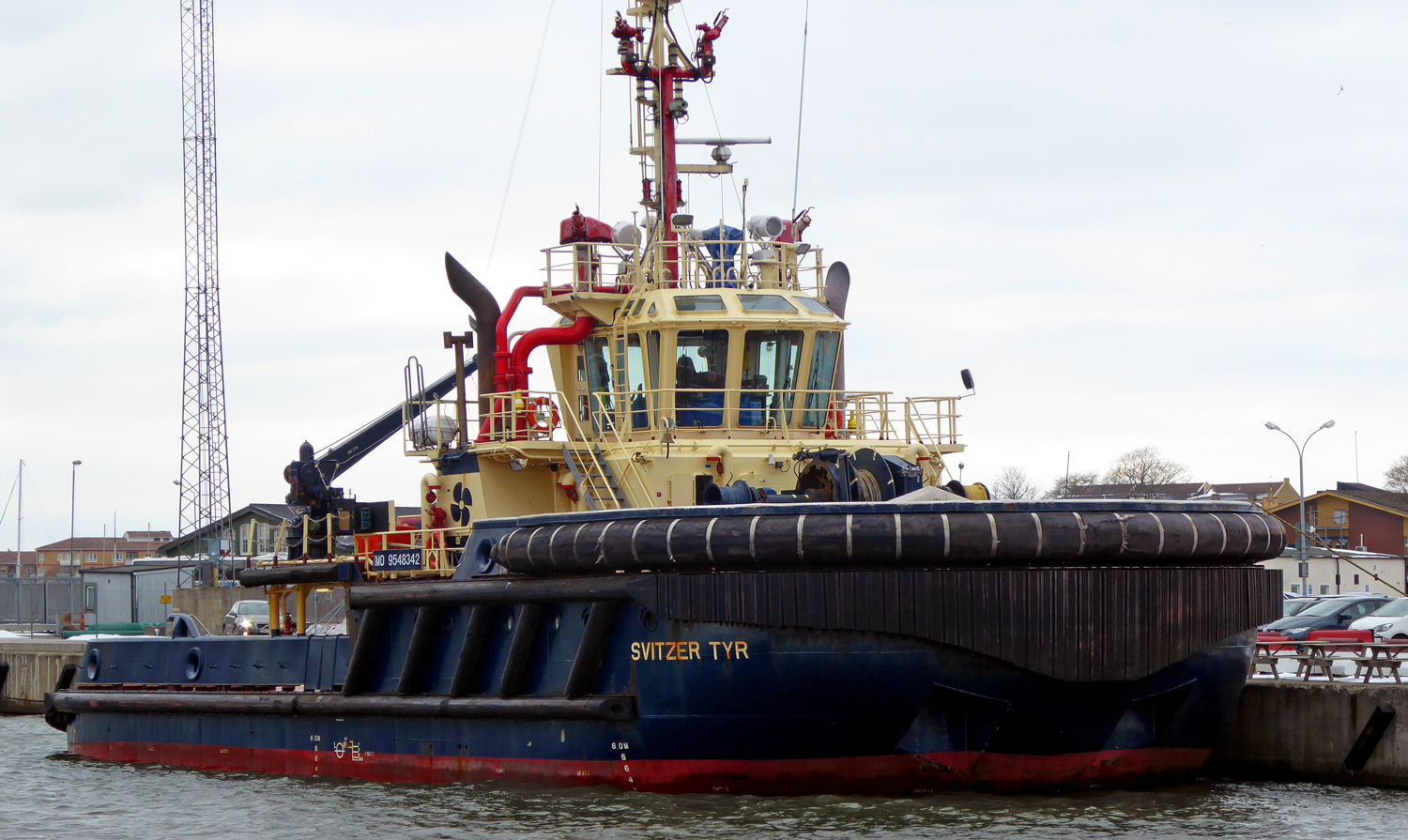
Svitzer Tyr är en bogserbåt, byggd i Kina 2011, i Ystad, 2018

Svitzer A/S är ett danskt rederi med bogsering och assistans som huvudnäring, med huvudkontor i Köpenhamn. Det har dotterbolag i bland annat Göteborg.
Svitzer grundades 1833 av grosshandlaren Emil Z. Svitzer som Svitzer Bjærgnings-Entreprise och omvandlades 1872 till ett aktiebolag. År 1978 köptes företaget av A.P. Møller-Mærsk.
Svitzer köpte 1999 Röda bolaget med huvudkontor i Göteborg och 2007 köptes det Australienbaserade bogserbåtsrederiet Adsteam Marine.
Företaget är etablerat i drygt 32 länder och har 440 fartyg i ett hundratal hamnar och uppemot 4.000 anställda.